# Вооружённые силы польского подполья
Вооружённые силы польского подполья (пол. Siły Zbrojne Polski Podziemnej, SZPP; иногда — Вооружённые силы польского сопротивления или Гродзиская группа) — польская антикоммунистическая подпольная организация времён военного положения в ПНР. Действовала автономно, без связи с оппозиционным движением Солидарность. Единственная организация польской оппозиции после 1950-х, ориентированная на вооружённую борьбу с коммунистическим режимом ПОРП. Стала известна после убийства сержанта милиции Здзислава Кароса 18 февраля 1982 года.

## Создание и состав
Членами SZPP были являлись Станислав Матейчук, Роберт Хехлач, Томаш Лупанов, Анджей Хебик, Томаш Крекора, Тадеуш Влашук и Сильвестр Зых. 31-летний Зых был католическим священником, 24-летний Матейчук — студентом Люблинского католического университета. Остальные — 17-18-летние подростки — учились в старших классах школы.
Ксёндз Зых длительное время принадлежал к католической оппозиции, участвовал в Конфедерации независимой Польши (КНП). Студент Матейчук в 1981 году состоял в близком к «Солидарности» и КНП Независимом союзе студентов. Старшеклассники были настроены резко антикоммунистически и антисоветски. В их семьях были жертвы репрессий, дед одного из членов группы погиб в Катыни.

## Планы борьбы
После введения военного положения 13 декабря 1981 года и репрессий против «Солидарности», сопровождавшихся убийствами забастовщиков, SZPP решили развернуть вооружённую борьбу против режима. (Первоначально они ограничивались распространением листовок, но посчитали такие действия малоэффективными). Лидером организации стал Матейчук, капелланом и наставником — Зых. Вскоре, однако, Матейчук, Крекора и Влашук фактически потеряли связь с организацией.
2 февраля 1982 Роберт Хехлач и Томаш Лупанов похитили пистолет у пьяного военнослужащего Станислава Падуха, 16 февраля, при аналогичных обстоятельствах — у прапорщика Мариана Мирковского. Собравшись в гродзиском доме Зыха, они решили предпринять попытку освобождения интернированных из лагеря в варшавском пригороде Бялоленка. Добыть недостающее оружие и транспорт для задуманной операции решили путём захвата. Ксёндз Зых не одобрял этот план, однако не стал ему препятствовать.
Особой решимостью отличался Роберт Хехлач.

Роберт мечтал выстрелить в милиционера. Я настаивал заменить его, но он не согласился.

Томаш Лупанов

Акция сознательно назначалась на дневное время и в людном месте. Даже в случае гибели активистов как можно больше людей должны были узнать об организации, которая ведёт войну с коммунизмом.

Мы готовы были умереть, чтобы показать испуганным людям: есть такие, кто идёт на борьбу.

Анджей Хебик

## Убийство в варшавском трамвае
18 февраля 1982 года Роберт Хехлач и Томаш Лупанов сели в варшавский трамвай N 24, на котором ехал 34-летний сержант милиции Здзислав Карос. Лупанов потребовал отдать оружие. Карос отказался, вероятно, не приняв всерьёз угрозу, исходящую от подростков.
Между Хехлачем и Каросом завязалась драка. Случайным выстрелом Хехлач смертельно ранил милиционера. 23 февраля Здзислав Карос умер в больнице.
Захватив оружие, Хехлач и Лупанов сумели скрыться. Но через две недели тщательного розыска они были обнаружены и арестованы. Вскоре в руках МВД оказались все члены SZPP.
Убийство сержанта Кароса явилось единственным актом политического насилия со стороны польской оппозиции 1980-х годов.

## Суд и реакция
Перед судом предстали Хехлач, Лупанов, Матейчук и Зых. Приговор был вынесен в сентябре 1982. Роберт Хехлач за убийство милиционера и участие в антиправительственной вооружённой организации получил 25 лет заключения. Смертной казни он избежал только потому, что на 18 февраля 1982 не достиг совершеннолетия. Томаш Лупанов по тем же обвинениям был приговорён к 13 годам. Сильвестр Зых и Станислав Матейчук не имели отношения к убийству (второй к тому времени утратил связь с SZPP), однако за причастность к организации и недонесение получили по 6 лет каждый. Школьники, не успевшие принять участие ни в одной акции, не были приговорены к реальным срокам, но получили условные приговоры и взяты под усиленный надзор.
Власти ПНР активно использовали «дело SZPP» в пропаганде против «Солидарности». Небольшая организация в основном подросткового состава была представлена как разветвлённая террористическая сеть, серьёзно угрожающая государственной безопасности. Убийством сержанта Кароса обосновывались репрессии против политической оппозиции.
Подпольные структуры «Солидарности» отмежевались от SZPP и осудили убийство Здзислава Кароса. Лидеры подполья предпринимали усилия для удержания радикальной молодёжи от насильственных форм борьбы.

Это было самое трудное время. Неизвестно, как будет развиваться ситуация в стране. Мы старались успокоить людей, чтобы предотвратить массированный удар.

Збигнев Ромашевский

В то же время многие антикоммунистически настроенные поляки посчитали Хехлача и Лупанова героями борьбы с диктатурой.

## Судьбы членов организации
Сильвестр Зых был освобождён по состоянию здоровья в 1986 году. Он вновь примкнул к оппозиции, стал капелланом КНП. Однако ещё в заключении его предупреждали (от имени сотрудников милиции и госбезопасности), что после освобождения он будет убит в порядке мести за Кароса. Зых серьёзно воспринимал эти угрозы и записал на магнитофон завещание, в котором говорил, что готов разделить судьбу Ежи Попелушко. В 1989 году, уже после круглого стола и полусвободных выборов, накануне смены режима, он был найден мёртвым со следами жестокого избиения. Предполагается, что Сильвестр Зых стал последней жертвой коммунистической госбезопасности ПНР.
Роберт Хехлач, Томаш Лупанов и Станислав Матейчук освободились по амнистии в 1989 году. Все они покинули Польшу. Роберт Хехлач живёт во Франции, Станислав Матейчук с семьёй переехал в США. Томаш Лупанов жил в Ирландии, где скончался в 2011 году при невыясненных бытовых обстоятельствах. Похоронен в Польше, в Гродзиске-Мазовецком.

## Современные оценки
Деятельность SZPP и убийство сержанта Кароса явили собой практически единственный пример наступательного насилия со стороны польской оппозиции 1980-х годов. (Физическая самооборона забастовщиков и демонстрантов при атаках ЗОМО относится к иной категории действий.)
В современной Польше история SZPP вызывает жаркие споры. Немаловажно, что Здзислав Карос не только был отцом двоих детей, но служил в охране дипломатических представительств и не принимал непосредственного участия в карательных операциях.
Членов SZPP считают либо героями, показавшими пример мужества — либо бандитами-«бандеровцами» (этот термин носит для большинства поляков однозначно негативное значение), нарушившими принцип мирного сопротивления и вставшими на одну доску с карателями режима. Сами они не восприняли перемены 1989—1990 годов как свою победу, поскольку оппозиция пришла к власти в результате компромисса с ПОРП, а не вооружённого восстания.

## В кино
В 2007 году в Польше был снят фильм Oskarżeni. Śmierć sierżanta Karosa — Подсудимые. Смерть сержанта Кароса (автор сценария и режиссёр — Станислав Кузник; в фильме снимались, в частности, Владислав Ковальский и Наталья Рыбицкая). Документальная драма описывает историю SZPP, личности участников, гибель Здзислава Кароса, судебный процесс, даёт общую картину польских событий 1981—1982 годов.